# پایلشتاین ایم مولویرتل
پایلشتاین ایم مولویرتل (به آلمانی: Peilstein im Mühlviertel) یک منطقهٔ مسکونی در اتریش است که در ناحیه رورباخ واقع شده‌است. پایلشتاین ایم مولویرتل ۲۳ کیلومتر مربع مساحت دارد ۵۸۴ متر بالاتر از سطح دریا واقع شده‌است.